# 貝克斯希爾和巴特爾 (英國國會選區)
貝克斯希爾和巴特爾（英語：Bexhill and Battle），英國國會一郡選區，位於英格蘭東南部東薩塞克斯郡東部，包括威爾登區東南部六個地方選區和羅瑟的大部份地區。
自1983年創設以來一直支持保守黨。2010年大選中格列戈里·巴克以51.6%選票成功連任。